# Jayden Lawrence
Jayden Alexander Lawrence (ur. 6 października 1994) – australijski zapaśnik walczący w stylu wolnym. Olimpijczyk z Paryża 2024, gdzie zajął szesnaste miejsce w kategorii do 86 kg. Zajął 35. miejsce na mistrzostwach świata w 2023 roku. 
Brązowy medalista igrzyskach Wspólnoty Narodów w 2022; piąty w 2014 i dziesiąty w 2018. Wicemistrz Wspólnoty Narodów w 2013. Pięciokrotny złoty medalista mistrzostw Oceanii w latach 2012 - 2024.